# Renato Salvatori
Renato Salvatori (ur. 20 marca 1933 w Seravezzy, zm. 27 marca 1988 w Rzymie) – włoski aktor filmowy, znany przede wszystkim z ról w filmach kryminalnych, szczególnie Rocco i jego bracia (1960).
6 stycznia 1962 ożenił się z francuską aktorką Annie Girardot, z którą miał córkę Giulię (ur. 5 lipca 1962).
Zmarł w wieku 55 lat w Rzymie na marskość wątroby.

## Filmografia
- 1952: Dziewczęta z Placu Hiszpańskiego (Le ragazze di Piazza Spagna) jako Augusto Terenzi
- 1952: Jolanda la figlia del corsaro nero jako Ralf, syn Morgana
- 1953: I tre corsari jako czerwony korsarz, Rolando di Ventimiglia
- 1953: Gli uomini, che mascalzoni! jako Carletto
- 1953: La domenica della buona gente jako Giulio
- 1954: Opinione pubblica jako Mario
- 1956: Przygoda komiwojażera (Sous le ciel de Provence) jako Gino
- 1957: Biedni, ale piękni (Poveri ma belli) jako Salvatore
- 1957: Kokietka Marisa (Marisa la civetta) jako Angelo
- 1957: Babcia Sabella (La nonna Sabella) jako Raffaele Rizzullo
- 1958: Sprawcy nieznani (I soliti ignoti) jako Mario Angeletti
- 1959: Zimowe wakacje (Vacanze d’inverno) jako Gianni
- 1959: Skok w Mediolanie (Audace colpo dei soliti ignoti) jako Mario Angeletti
- 1959: Piekło w mieście (Nella città l’inferno) jako Piero
- 1959: Biedni bogacze (Poveri milionari) jako Salvatore
- 1959: Wiatr z południa (Vento del sud) jako Antonio Spagara
- 1960: Noc nad Rzymem (Era notte a Roma) jako Renato
- 1960: Rocco i jego bracia (Rocco e i suoi fratelli) jako Simone Parondi
- 1960: Matka i córka (La ciociara) jako Florindo, kierowca samochodu ciężarowego
- 1962: Miecz i waga (Le glaive et la balance) jako François Corbier
- 1962: Banda Casaroliego (La banda Casaroli) jako Paolo Casaroli
- 1963: Towarzysze (I compagni) jako Raoul
- 1963: Omicron jako Omicron / Angelo
- 1964: Trzy noce miłości (Tre notti d’amore) jako Nicola
- 1966: Narzeczona Bersagliera (La ragazza del bersagliere) jako Antonio
- 1967: Harem (L’harem) jako Gaetano
- 1969: Queimada jako Teddy Sanchez
- 1969: Z jako Yago
- 1971: Cenny łup (Le casse) jako Renzi
- 1971: Latarnia na końcu świata (The Light at the Edge of the World) jako Montefiore
- 1972: Pierwsza spokojna noc (La prima notte di quiete) jako Marcello
- 1972: Stan oblężenia (État de siège) jako kapitan Lopez
- 1973: Cygan (Le gitan) jako Jo Amila
- 1973: Podejrzany (Il sospetto) jako Gavino Pintus
- 1973: Krótkie wakacje (Una breve vacanza) jako Franco Mataro
- 1975: Spalone stodoły (Les granges brulées) jako hotelarz
- 1975: Flic Story jako Mario Poncini
- 1975: Na spotkanie radosnej śmierci (Au rendez-vous de la mort joyeuse) jako Henri
- 1976: Szacowni nieboszczycy (Cadaveri eccellenti) jako komisarz policji
- 1976: Korzenie mafii (Alle origini della mafia) jako kapitan
- 1976: Żyj jak glina, zgiń jak mężczyzna (Uomini si nasce poliziotti si muore) jako Bibi
- 1976: Ostatnia kobieta (La dernière femme) jako Rene
- 1977: Ostatnia rozgrywka (Armaguedon) jako Albert, zwany Einsteinem
- 1979: Księżyc (La luna) jako komunista
- 1979: Ernesto jako Cesco
- 1980: Konik polny (La cicala) jako Carburo
- 1981: Tragedia człowieka śmiesznego (La tragedia di un uomo ridicolo) jako pułkownik
- 1981: As (Asso) jako Bretella